# ヨーク (オンタリオ州)
ヨーク（英語：York）は、カナダのオンタリオ州南部に位置するトロントの一地区。
1998年に合併するまでは独立した都市であった。2001年統計で人口はおよそ15万人。合併した6つの都市で2番目に小さい規模だが、民族構成は最も多様性に富んでいる。

## 人口動向

### 民族構成
- 57.1% ヨーロッパ系 （ポルトガル系、イタリア系、イギリス系）
- 20.4% アフリカ系 （ジャマイカ系、アフリカ系、他のカリブ系）
- 4.6% アジア系 （ベトナム系、南アジア系）
- 3.7% フィリピン系
- 16.2% その他 （多くはラテンアメリカ系）

宗教はカトリック教会と英国国教会を筆頭に、ユダヤ教徒、ラスタファリ運動、第7安息日再臨派、ペンテコステ派、福音派なども多く見られる。

## 歴史
1850年に町制（英称：Township of York、トロントの前身「Town of York」とは別）が施行された。設立当初、西の境界はハンバー川（Humber River）、東はビクトリアパーク通り（Victoria Park Ave.）、北はスティール通り（Steeles Ave.）。都市では西にエトビコ、東はスカボロ、北はボーンとマークハムと接していた。
1853-1926年の間にヨークから分離されて誕生した町が多くあり、そのひとつがノースヨークやイーストヨークであった。1910年代に町の開発が進むようになり、これにより1920年代、町の特徴に変化が生まれ、トロントと接している都市化された南部と田園が広がる北部との違いが大きく出てきたことから、分離することが決まり、北部の田園が広がる地方はノースヨークとなった。
1953年4月15日、メトロポリタン・トロントの一都市となり、1983年6月10日に市制が施行された。1998年1月1日にトロントを含む6つの周辺都市を合併して新制トロントが誕生したことで、ヨーク市は解体された。
著名な作家アーネスト・ヘミングウェイがこの地に住んでいた歴史をもつ。

## 交通
旧ヨーク市には地下鉄が走っておらず、すぐ境界を出たところにエグリントンウエスト駅やセントクレアウエスト駅、オールドミル駅、ジェーン駅がある。しかしながら、唯一の鉄道駅であるGOトランジット駅「ウエストン駅」（Weston）があり、駅名は地域の名を由来としている。